# Neumann Peak
Neumann Peak är en bergstopp i Antarktis. Den ligger i Västantarktis. Argentina, Chile och Storbritannien gör anspråk på området. Toppen på Neumann Peak är 811 meter över havet, eller 74 meter över den omgivande terrängen. Bredden vid basen är 0,85 km.
Terrängen runt Neumann Peak är varierad. Havet är nära Neumann Peak åt nordväst. Trakten är obefolkad. Det finns inga samhällen i närheten. 